# Цуруґасіма

35°56′4″ пн. ш. 139°23′35″ сх. д. / 35.93444° пн. ш. 139.39306° сх. д.
Цуруґасі́ма (яп. 鶴ヶ島市, つるがしまし, МФА: [t͡suɾugaɕima ɕi̥]) — місто в Японії, в префектурі Сайтама.

## Короткі відомості
Розташоване в центральній частині префектури, на плато Ірума. Виникло на місці декількох сіл раннього нового часу. Розвинулося після Другої світової війни. Основою економіки є сільське господарство, вирощування чаю та гарбузів, виробництво електротоварів, комерція. Станом на 1 жовтня 2008 площа міста становила 17,73 км². Станом на 1 січня 2009 населення міста становило 70 291 осіб.